# Francuska
Francuska Republika (fra. République Française) je država u zapadnoj Europi, s nekoliko prekomorskih teritorija i otoka. Kontinentalna Francuska (France métropolitaine) graniči s Belgijom, Luksemburgom, Njemačkom, Švicarskom, Italijom, Monakom, Andorom i Španjolskom. Prekomorski posjedi uključuju Francusku Gvajanu u Južnoj Americi, te otoke poput Martinika, Réuniona i Nove Kaledonije u Atlantskom, Indijskom i Tihom oceanu.
Francuska je jedna od zemalja osnivačica Europske unije, i njena teritorijem najveća članica. Također je zemlja osnivačica Ujedinjenih naroda, i jedna od pet stalnih članica Vijeća sigurnosti; pored toga je i članica grupa G7 i G-20, NATO-a, OECD-a, Frankofonije i niza drugih međunarodnih organizacija.
Glavni ideali Francuske izraženi su u Deklaraciji o pravima čovjeka i građanina. Ustavom je definirana kao nedjeljiva, sekularna, demokratska i socijalna država. Jedna je od najrazvijenijih, najbogatijih i najprepoznatljivijih država svijeta, a s 82 milijuna turista godišnje i najposjećenija.

## Povijest

### Antika i Srednji vijek
Teritorij današnje Francuske ljudi su nastanjivali od prapovijesnih vremena. Iz tog doba ostaju mnoge oslikane spilje, uključujući jednu od najpoznatijih i najbolje očuvanu, onu u Lascauxu.
Grčka kolonija Masalija osnovana je oko 600. godine prije Krista, na mjestu današnjeg grada Marseillea. Istovremeno, unutrašnjost Francuske nastanjuju galska plemena. Granice današnje Francuske, od Rajne do Atlantika, i od Pireneja i Sredozemnog mora do kanala La Manche otprilike odgovaraju granicama keltske države Galije.
Galiju su postupno pokorili Rimljani između 125. i 52. godine prije Krista. Sjeveroistočna granica Rimskog Carstva na rijeci Rajni pokazala se nebranjivom u 4. stoljeću nakon Krista, kada su započele Barbarske invazije, a rimske provincije u Galiji počeli nastanjuvati Germani.
Sjeverni dio Galije nastanili su Franci, koji su uspjeli pokoriti ostala plemena. Njihov se kralj Klodvig I. preobratio na kršćanstvo 498. godine. Franci su prihvatili galsko-rimsko nasljeđe i romanske jezike. Klodvig je proglasio Pariz svojim glavnim gradom i osnovao dinastiju Merovinga.
Merovinška dinastija vladala je 270 godina, dok ju nije zamijenila dinastija Karolinga, koju je osnovao Pipin Mali. Njegov sin Karlo Veliki ujedinio je franačka kraljevstva i osnovao golemo carstvo u zapadnoj i srednjoj Europi. Papa Lav III. okrunio je Karla Velikog za cara Svetog Rimskog Carstva, čime je uistinu započela duga povijesna veza Francuske i Katoličke crkve.
Karlovo carstvo se raspalo nakon smrti njegova sina i nasljednika, Luja I. 843. godine je, Verdunskim ugovorom, carstvo podijeljeno između Lujeva tri sina. Istočna Franačka pripala je Ludvigu Njemačkom, središnji dio Lotaru, a Zapadna Franačka Karlu II. "Ćelavom". Upravo se Zapadna Franačka nalazila na teritoriju koji otprilike odgovara području današnje Francuske, te je bila prethodnicom moderne Francuske.
Karolinška dinastija nastavila je vladati do 987. godine, kada je kraljem postao Hugo Capet. Dinastije Capet (Kapetovići), Valois i Bourbon postupno su ujedinile zemlju, prethodno oslabljenu vikinškim upadima u 9. i 10. stoljeću.
1066. godine je Vilim I. Osvajač, normanski vojvoda, pokorio Englesku i postao engleskim kraljem. Uveo je francuski kao službeni jezik (što je utjecalo na evoluciju staroengleskog u srednjeenglski jezik), feudalni sustav i imovinski katastar. Miješanjem Normana i Anglosasa počinje se formirati engleska nacija.
Francuski su vitezovi igrali značajnu ulogu u Križarskim ratovima, do te mjere da je arapska riječ za križara Al-Franj, što znači Franak.
1328. godine bez nasljednika umire Karlo IV. "Lijepi". Prema Salijskom zakoniku, kruna nije mogla pripasti ženi, niti rođaku po ženskoj liniji. U skladu s time, krunu umjesto engleskog kralja Edvarda III. nasljeđuje Karlov rođak Filip IV. Edvard je osporio njegovo nasljedstvo, pa su Engleska i Francuska 1337. godine započele sukob koji je kasnije prozvan Stogodišnjim ratom. Iako su tijekom rata izgubili značajnu količinu teritorija, Francuzi su pod vodstvom Ivane Orleanske uspjeli vratiti većinu izgubljenih posjeda.
U to je doba Francuska, kao i ostatak Europe, bila zahvaćena epidemijom kuge, koja je prepolovila Francusku populaciju od 17 milijuna ljudi.

### Od Renesanse do Napoleona
Za vrijeme Renesanse, Francuska je vodila ratove sa Svetim Rimskim Carstvom, poznate pod imenom Talijanski ratovi. Došlo je do standardizacije francuskog jezika, koji će postati jezikom europske aristokracije.
Francuska moć u Europi je postupno rasla, da bi kulminirala za vrijeme kralja Luja XIV. u 17. stoljeću. Francuska je tada imala najbrojniju populaciju na kontinentu i enorman utjecaj na europsku politiku, ekonomiju i kulturu. Francuski je postao jezikom diplomacije, znanosti i književnosti, te je ostao najznačajniji svjetski jezik sve do 20. stoljeća. Francusko se kraljevstvo prostiralo Sjevernom Amerikom, Afrikom i Azijom, te je bilo manje samo od Britanskog Carstva.
Pod vladavinom Luja XV. Francuska je pretrpila poraz u Sedmogodišnjem ratu i izgubila dio prekomorskih posjeda, ali je stekla nove teritorije u Europi, poput Korzike i pokrajine Lorraine. Luj XV. je svom unuku i nasljedniku Luju XVI. zemlju ostavio u financijski, politički i vojno nepovoljnoj situaciji. On je pak podržavao američku borbu za neovisnost, što je dodatno produbilo francuske dugove. Financijska kriza i primjer Američke revolucije bili su među glavnim povodima njene francuske inačice.
Francuska revolucija započela je Padom Bastilje 14. srpnja 1789. Apsolutna monarhija je zamijenjena ustavnom monarhijom. Donesena je Deklaracija o pravima čovjeka i građanina, kojom su definirana ljudska prava građana Francuske i svih ljudi bez iznimke. Deklaracija utvrđuje prirodna ljudska prava na slobodu, vlasništvo, sigurnost i otpor opresiji. Poziva na ukidanje aristokratskih privilegija poput izuzetaka kod oporezivanja, te jamči mogućnost rada u javnim službama na osnovi zasluga, a ne roda. Također proglašava slobodu govora i tiska, te zabranjuje neosnovana uhićenja. Ukidanjem privilegija plemstva i svećenstva uvodi se socijalna jednakost.
Iako je Luj XVI. uživao popularnost kao ustavni monarh, javno mnijenje se polako počelo okretati protv njega, što je samo pogoršano njegovim bijegom u Varenne. Istovremeno, ostale europske monarhije bile su užasnute razvojem događaja u Francuskoj. 1792. godine je austro-pruska koalicija donijela Manifest u Braunschweigu, kojim prijeti razaranjem Pariza u slučaju da kraljevska obitelj Francuske nastrada. To dovodi do proglašenja rata s Austrijom u travnju, te ukidanja ustavne monarhije i proglašenja Republike u rujnu 1792.
Godinu dana kasnije, Luj XVI. i njegova žena Marija Antoaneta osuđeni su za izdaju i smaknuti na giljotini. Pod utjecajem stranih monarhija izbijaju mnoge proturevolucije i unutarnji ratovi, te nastupa Vladavina terora. Unutar godine dana smaknuto je između 16 i 40 tisuća ljudi u sukobima suprotstavljenih revolucionarnih frakcija, Žirondinaca i Jakobinaca. Tek je Termidorskom reakcijom 1794. i pogubljenjem Maximiliena Robespierrea nasilju došao kraj.
Na vlast 1799. godine stupa Napoleon Bonaparte, prvo kao Konzul, a zatim i kao car. Napoleon je pokorio većinu kontinentalne Europe, usprkos različitim koalicijama europskih zemalja koje su mu se suprotstavljale. Tim pobjedama svijetom su pronešeni francuski revolucionarni ideali i reforme, poput metričkog sustava. Napoleon je poražen nakon katastrofalnog pohoda na Rusiju, te je Burbonska dinastija 1815. vraćena na vlast.

### Od monarhije do Republike
Do političkih promjena ponovno dolazi 15 godina kasnije, kada su Burbonci svrgnuti i uspostavljena ustavna Srpanjska monarhija; ona je pak trajala do proglašenja Druge republike u jeku europskih revolucija 1848. Odluke o ukidanju ropstva i univerzalnom muškom pravu glasa, donesene za vrijeme Revolucije pa kasnije ukinute, su ponovno stupile na snagu. Predsjednik Louis-Napoleon Bonaparte se proglasio carem Drugog carstva pod imenom Napoleon III.; 1870. je izgubio vlast nakon Francusko-pruskog rata i njegov je režim zamijenila Treća republika.
Francuski kolonijalni posjedi su rasli u 19. i 20. stoljeću, da bi kulminirali 1920-ih i 30-ih godina, kada je Francuska pod kontrolom držala oko 13 milijuna četvornih kilometara teritorija, odnosno 8,6% svjetske kopnene površine.
Uoči Prvog svjetskog rata Francuska je bila članica Antante. Rat je odnio živote 1,4 milijuna francuskih državljana. Međuratno razdoblje obilježile su napetosti u međunarnodnim odnosima i različite socijalne reforme, poput godišnjeg odmora, smanjenja broja radnih sati, te prisutsva žena u politici.
Ubrzo nakon izbijanja Drugog svjetskog rata, Kontinentalnu je Francusku osvojila Njemačka, te ju podijelila na okupacijsku zonu na sjeveru i Višijsku Francusku — marionetsku državu koja je surađivala s Hitlerom — na jugu. U suradnji sa Saveznicima, Slobodna Francuska pod vodstvom generala de Gaullea i Francuski pokret otpora uspjeli su izvojevati pobjedu nad Silama Osovine i vratiti francuski suverenitet.
Nakon rata osnovana je Četvrta republika, na čelu s predsjednikom de Gaulleom. Uslijedilo je trideset godina spektakularnog gospodarskog rasta (Les Trente Glorieuses). Žene su pravo glasa dobile 1944. Francuska je bila jedna od osnivačica NATO-a 1949.
U 50-im i 60-im godinama Francuska je vodila dva kolonijalna rata. 1954. poražena je u pokušaju da zadrži kontrolu nad Francuskom Indokinom. Samo nekoliko mjeseci kasnije izbili su je sukob u Alžiru, kojeg je tada nastanjivalo oko milijun Europljana, uglavnom Francuza. U intenzivnoj debati o neovisnosti Alžira, koja je gotovo dovela do građanskog rata, 1958. dolazi do ustavnih promjena i uspostave Pete republike, s osnaženom ulogom predsjednika. To je de Gaulleu omogućilo da rat u Alžiru privede kraju 1962., proglašenjem alžirske neovisnosti. Preostale francuske kolonije postupno su dobivale neovisnost, posljednja među njima Vanuatu 1980.
Prosvjedi 1968. godine značajno su utjecali na socijalna pitanja u Francuskoj. Bio je to prijelomni trenutak kada se konzervativna Francuska, s izraženom ulogom religije, patriotizma i respekta prema autoritetu, okrenula liberalnijim idealima.
Francuska je od početka bila među glavnim protagonistima europskog ujedinjenja. Put prema Europskoj uniji započeo je povijesnom deklaracijom francuskog ministra vanjskih poslova Roberta Schumana, 9. svibnja 1952. Francuska se i danas zalaže za čvršće ujedinjenje europskih država i uspostavu snažnijeg političkog i obrambenog europskog aparata.

## Zemljopisna obilježja
Kontinentalna Francuska leži na zapadnom kraju Europe, između 41° N i 51° N zemljopisne širine, i 6° W i 10° E zemljopisne dužine. Nalazi se u sjevernom umjerenom klimatskom pojasu. Površina joj iznosi 547.030 km², što znači da je teritorijem najveća članica Europske unije.
Zbog tako velike površine, u Francuskoj postoje mnogi reljefni oblici i različita klimatska obilježja. Na sjeveru i zapadu Francuske nalaze se goleme ravnice, na jugozapadu Pireneji, u južnom središnjem dijelu izdiže se Središnji masiv, dok jugoistokom dominiraju Alpe. 4810 metara visok Mont Blanc, dugo smatran najvišim vrhom Europe, nalazi se na granici Francuske i Italije. Francusku ispresijecaju njene četiri najveće rijeke: Seine, Loire, Garonne i Rhône. U Kontinentalnu Francusku spada i otok Korzika.
Južnim dijelom Francuske prevladava mediteranska klima, u središnjem kontinentalna s toplim ljetima i oštrim zimama, dok sjeverni i zapadni dio imaju oceansku klimu s blažim ljetima i zimama, i s više oborina. Alpe i ostala planinska područja imaju alpsku klimu.
Francuski prekomorski posjedi dodaju njenom teritoriju još 127.813 km², čime se ukupna površina penje na 674.843 km². Francuska ima drugi najveći isključivi gospodarski pojas na svijetu, koji pokriva 11.035.000 km², odmah iza američkih 11.351.000 km².
- Mont Blanc
- Polje lavande u Provansi
- Selo Usson na vulkanskom brdu u Središnjem masivu
- Vinograd u Burgundiji
- Pointe du Van na krajnjem zapadu Bretanje
- Eiffelov toranj u Parizu

### Administrativna podjela
Francuska je podijeljena na 27 administrativnih pokrajina (région), od kojih se 22 nalaze u Kontinentalnoj Francuskoj. Pokrajine su podijeljene na 101 departman (département), koji su pobrojani (uglavnom abecednim redom). Broj departmana se koristi, između ostalog, u poštanskim brojevima i registracijskim oznakama vozila.
Departmane čini 341 okrug (arrondissement), koji se pak sastoje od 4051 kantona (canton), a njih sačinjava 36697 komuna (commune). Komune biraju (gradska) vijeća, zbog čega je većina komuna član određene grupe koja se sastoji od dviju ili više komuna, sa zajedničkim vijećem.
| Pokrajina                                               | Departmani                                                                                            | Glavni grad          |
| ------------------------------------------------------- | --- | -------------------- |
| Elzas (Alsace)                                          | Bas-Rhin, Haut-Rhin                                                                                   | Strasbourg           |
| Akvitanija (Aquitaine)                                  | Dordogne, Gironde, Landes, Lot-et-Garonne, Pyrénées-Atlantiques                                       | Bordeaux             |
| Auvergne                                                | Allier, Cantal, Haute-Loire, Puy-de-Dôme                                                              | Clermont-Ferrand     |
| Donja Normandija (Basse-Normandie)                      | Calvados, Manche, Orne                                                                                | Caen                 |
| Burgundija (Bourgogne)                                  | Côte-d'Or, Nièvre, Saône-et-Loire, Yonne                                                              | Dijon                |
| Bretanja (Bretagne)                                     | Côtes-d'Armor, Finistère, Ille-et-Vilaine, Morbihan                                                   | Rennes               |
| Centre                                                  | Cher, Eure-et-Loir, Indre, Indre-et-Loire, Loiret, Loir-et-Cher                                       | Orléans              |
| Champagne-Ardenne                                       | Ardennes, Aube, Haute-Marne, Marne                                                                    | Châlons-en-Champagne |
| Korzika (Corse)                                         | Corse-du-Sud, Haute-Corse                                                                             | Ajaccio              |
| Franche-Comté                                           | Doubs, Haute-Saône, Jura, Territoire de Belfort                                                       | Besançon             |
| Gornja Normandija (Haute-Normandie)                     | Eure, Seine-Maritime                                                                                  | Rouen                |
| Île-de-France                                           | Essonne, Hauts-de-Seine, Paris, Seine-et-Marne, Seine-Saint-Denis, Val-de-Marne, Val-d'Oise, Yvelines | Paris                |
| Languedoc-Roussillon                                    | Aude, Gard, Hérault, Lozère, Pyrénées-Orientales                                                      | Montpellier          |
| Limousin                                                | Corrèze, Creuse, Haute-Vienne                                                                         | Limoges              |
| Lorraine                                                | Meurthe-et-Moselle, Meuse, Moselle, Vosges                                                            | Metz                 |
| Pireneji-Jug (Midi-Pyrénées)                            | Ariège, Aveyron, Gers, Haute-Garonne, Hautes-Pyrénées, Lot, Tarn, Tarn-et-Garonne                     | Toulouse             |
| Nord-Pas-de-Calais                                      | Nord, Pas-de-Calais                                                                                   | Lille                |
| Regija Loire (Pays-de-la-Loire)                         | Loire-Atlantique, Maine-et-Loire, Mayenne, Sarthe, Vendée                                             | Nantes               |
| Pikardija (Picardie)                                    | Aisne, Oise, Somme                                                                                    | Amiens               |
| Poitou-Charentes                                        | Charente, Charente-Maritime, Deux-Sèvres, Vienne                                                      | Poitiers             |
| Provansa-Alpe-Azurna obala (Provence-Alpes-Côte d'Azur) | Alpes-de-Haute-Provence, Alpes-Maritimes, Bouches-du-Rhône, Hautes-Alpes, Var, Vaucluse               | Marseille            |
| Rona-Alpe (Rhône-Alpes)                                 | Ain, Ardèche, Drôme, Haute-Savoie, Isère, Loire, Rhône, Savoie                                        | Lyon                 |

Od 101 departmana, njih pet (Francuska Gvajana, Gvadalupa, Martinik, Mayotte, Réunion) je u prekomorskim pokrajinama, koje su ujedno i departmani (Départements d'outre-mer). Ostali prekomorski posjedi Francuske svrstani su u pet kolektiva (Collectivité d'outre-mer) (Francuska Polinezija, Saint Barthélemy, Sveti Martin, Sveti Petar i Mikelon, Wallis i Futuna), jedan sui generis kolektiv (Nova Kaledonija), te Francuski južni i antarktički teritoriji i otok Clipperton.

## Politika
Ustav Pete Republike usvojen je općim referendumom 28. rujna 1958. godine. Dao je mnogo veće ovlasti izvršnoj vlasti u odnosu na Parlament. Predsjednik se izravno bira na pet godina. Predsjednik imenuje predsjednika vlade, predsjeda kabinetom, zapovijeda oružanim snagama i sklapa državne sporazume.
Assemblée Nationale (francuski parlament) je glavno zakonodavno tijelo. Svi se zastupnici izravno biraju na pet godina. Postoji i Senat, gdje senatore bira izborni odbor na devet godina, a svake tri godine bira se jedna trećina Senata. Senat ima ograničene zakonodavne ovlasti, a u slučaju neslaganja između dva doma, Parlament ima posljednju riječ. Vlada ima jak utjecaj na određivanje dnevnog reda Parlamenta.

## Gospodarstvo
Francusko gospodarstvo se sastoji od razvijenog privatnog poduzetništva i znatnog, ali opadajućeg državnog vlasništva.
Velike površine obradive zemlje, primjena najnovije tehnologije i subvencije učinile su Francusku vodećom poljoprivrednom silom Zapadne Europe.
Vlada i dalje vrši znatan utjecaj na ključne segmente infrastrukture. Ima većinsko vlasništvo u željezničkim, energetskim, zrakoplovnim i telekomunikacijskim tvrtkama.
Od početka 1990-ih država postupno prodaje svoje udjele u France Telecom, Air France i osiguravajućim, bankovnim i vojnim segmentima.
Francuska je zajedno s 11 drugih članica Europske unije uvela euro 1. siječnja 1999. godine.
Euro je početkom 2002. godine posve zamijenio francuski franak.
Dominantno političko, gospodarsko, znanstveno i kulturno središte Francuske je Pariz, a u usporedni s njim ostali su gradovi mali. Uzrok leži u povijesnim događajima, u političkom centralizmu i pogodnom geografskom položaju.
Francusko gospodarstvo šesto je po veličini u svijetu, a četvrti je po redu svjetski izvoznik, što je čini jednom od najbogatijih zemalja svijeta čiji stanovnici ostvaruju vrlo visok bruto nacionalni dohodak.
Jedna je od osnivačica Europske unije, a po veličini teritorija, njezina je najveća članica. Francuska je također jedna od osnivačica Ujedinjenih naroda, te jedna od pet stalnih članica Vijeća sigurnosti, što potvrđuje njeno veliko političko značenje u svijetu. Uz to, jedna je od 8 svjetski priznatih nuklearnih sila, kao i jedna od članica NATO saveza.

## Stanovništvo
Stanovništvo Francuske ima oko 66 milijuna, a prosječna gustoća naseljenosti je 110 stanovnika po km2. Najgušće su naseljeni dijelovi oko Pariza, velikih luka, industrijskih regija, a najmanje planinska područja. Danas 70,8% stanovništva radi u tercijarnim djelatnostima (najviše u turizmu), samo 4,3% u moderniziranoj poljoprivrednoj proizvodnji, a ostalih 24,9% u sekundarnom sektoru. Privredni razvoj i potreba za radnom snagom doveli su do useljavanja znatnog broja stanovništva iz drugih europskih država i francuskih prekomorskih kolonija. Uz to, veliki je mortalitet, a slab natalitet, pa Francuska daje najmanji broj iseljenika, a prima najveći broj useljenika.
Tri četvrtine stanovništva Francuske žive u gradovima.
Sastav stanovništva Francuske relativno je homogen, iako su današnji Francuzi nastali miješanjem više naroda.
Velika većina stanovnika su politički Francuzi, unutar kojih razlikujemo etničke Francuze, i njima više ili manje srodne narode koji se bore za svoj etnički identitet, među ovima su, viz.: Franko-Provansalci, Okcitanci, Katalonci, Baski pa i keltski Bretonci. Najaktivniji su Korzikanci čiji je najpoznatiji pripadnik Napoleon Bonaparte, rođen 1769. u Ajacciu. Alzašani i Lorenci, germanskog su porijekla.
Nisu se doskora znali točni podaci o manjinama, jer je pojam "etnička manjina" gotovo nepoznat u Francuskoj. Naime, još od Francuske revolucije država primjenjuje "zakon tla" (droit du sol), koji kaže da su prebivalište i etnički identitet nerazdvojni, tj. onaj tko živi u Francuskoj automatski je Francuz. Etničke manjine su kroz povijest asimilirane na sve načine, i to vrlo uspješno.
Tek je nedavno, i to pod pritiskom Europske unije, Francuska dala iole važnija prava etničkim manjinama.
Službeni jezik je francuski, ali postoji više lokalnih jezika: baskijski, bretonski, katalonski, korzički, flamanski, njemački (elzaški), okcitanski. Francuska vlada i školstvo tek su odnedavno dopustili njihovo korištenje. Regionalni se jezici danas uče u nekim školama, ali francuski ostaje jedini službeni jezik, kako na lokalnoj tako i na državnoj razini.

## Religije
Glavna religija u Francuskoj je katoličanstvo. Više od 80% stanovnika se izjašnjava kao katolici, ali to je zapravo samo tradicionalna vjerska pripadnost, jer najveći dio ljudi uopće ne drži katoličkih obreda, s obzirom na to da je Francuska još od Francuske revolucije vrlo svjetovna zemlja. Ipak, u njoj se nalazi Lourdes, možda najslavnije katoličko mjesto hodočašća na svijetu.
Islam se u zadnjih pedeset godina jako proširio Francuskom zbog muslimanskih doseljenika iz bivših kolonija u sjevernoj Africi. Danas oko 5% stanovništva Francuske prakticira islam.
Protestantizam se znatno smanjio nakon progona u 16. i 17. stoljeću, pa protestanti danas čine samo 2% stanovništva.
Židovi čine samo 1% stanovništva, ali to je čak jedna trećina ukupnog broja Židova u Europi. Židovska je zajednica oduvijek igrala vrlo važnu ulogu u Francuskoj, kako gospodarski tako i kulturno.

## Kultura
Francuska je svijetu dala ogroman doprinos u kulturi. U 17. i 18. stoljeću je njezin kulturni utjecaj bio toliki da je francuski bio lingua franca Europe, kao danas engleski.
Među nebrojenim velikanima i genijima, spomenimo samo nekolicinu:
- arhitekt Le Corbusier
- izumitelj André-Gustave Citroën
- filozofi Calvin, Descartes, Pascal, Sartre i Rousseau, Voltaire
- fizičar Becquerel,de Coulomb, André-Marie Ampère
- kemičari Lavoisier,Louis Pasteur ,bračni par Marie i Pierre Curie
- kipar Rodin
- književnici Prudhomme, Lamartine, La Fontaine, Dumas, Dumas, de Saint-Exupéry, Verne, Rousseau, Camus, Gide, Stendhal, Flaubert, France, Ionesco, Nostradamus, Rabelais, Hugo, Balzac, Baudelaire, Rimbaud, Zola, Prévert, Molière i Proust
- redatelji Truffaut i Godard
- skladatelji Debussy, Berlioz, Ravel ,Bizet ,François Couperin,Camille Saint-Saëns.
- slikari Braque, Cézanne, Corot, Courbet, Degas, Delacroix, Duchamp, Gauguin, Manet, Matisse, Monet, Renoir i Toulouse-Lautrec

## Državni praznici (neradni dani)
| datum        | hrvatski naziv      | lokalni naziv   | napomene                      |
| ------------ | ------------------- | --------------- | ----------------------------- |
| 1. siječnja  | Nova godina         | Jour de l'An    |                               |
| klizni datum | Uskrsni ponedjeljak | Lundi de Pâques | dan nakon Uskrsa              |
| 1. svibnja   | Praznik rada        | Fête du Travail |                               |
| 8. svibnja   | Dan pobjede         | Victoire 1945   | kraj 2. svjetskog rata        |
| klizni datum | Uznesenje Kristovo  | Ascension       | četvrtak 40 dana nakon Uskrsa |
| klizni datum | Duhovi              | Pentecôte       | sedma nedjelja nakon Uskrsa   |
| 14. srpnja   | Dan pada Bastilje   | Fête Nationale  | najveći francuski praznik     |
| 15. kolovoza | Velika Gospa        | Assomption      |                               |
| 1. studenog  | Svi sveti           | Toussaint       |                               |
| 11. studenog | Dan primirja        | Armistice 1918  | kraj 1. svjetskog rata        |
| 25. prosinca | Božić               | Noël            |                               |

## Hrvati u Francuskoj
U Francuskoj živi između 30.000 i 40.000 Hrvata, od čega u Parizu oko 5.000, a nešto manje na području Azurne obale /Cote d'Azur/ (4.000 do 5.000), koji žive uglavnom u gradovima Marseilleu, Nici te u okolici kneževine Monaka. 
Premda nisu tako brojni kao npr. u Njemačkoj ili Austriji, oni imaju niz udruga, katoličkih misija, glasila, zajednica i ostalih oblika udruživanja diljem Francuske. Postoji i festival Croatie, la voici. 

## Vanjske poveznice
- Francuska Hrvatska enciklopedija
- europa.eu - Francuska
- The World Factbook - France CIA.gov (engl.)
- Francuski institut u Hrvatskoj
- Francuska alijansa u Hrvatskoj
- www.france.fr službeni francuski informativni portal (engl.)
- www.elysee.fr stranice francuskog predsjednika (fr.)
- www.gouvernement.fr stranice francuske vlade (engl.)
- rendezvousenfrance.com  Arhivirana inačica izvorne stranice od 22. kolovoza 2015. (Wayback Machine), stranice francuske turističke zajednice (engl.)

| Portal:Europa | Portal:Europa |

### Ostali projekti
|  | Zajednički poslužitelj ima stranicu o temi Francuska    |
|  | Zajednički poslužitelj ima još gradiva o temi Francuska |
|  | Zajednički poslužitelj sadrži atlas Francuske           |